# Risiko (Spiel)
Risiko ist ein von dem französischen Filmregisseur Albert Lamorisse erfundenes Brettspiel, das kriegerische Konflikte zwischen Ländern auf abstraktem Niveau simuliert. Es gilt als ein Klassiker unter den Strategiespielen und ist eines der weltweit bekanntesten Brettspiele. Es wurde in zahlreiche Sprachen übersetzt und wird in den meisten Ländern trotz der starken Konkurrenz durch neuere Spiele auch noch 60 Jahre nach seinem Erscheinen aufgelegt. Die Fülle von Nachahmungen und Erweiterungen zeigt die prägende Rolle des Spiels für das Genre der Brettspiele.
Trotz des primären Themas Krieg ist Risiko kein typisches Konfliktsimulationsspiel, das seinen Schwerpunkt auf Realitätsnähe oder anspruchsvolle taktische Herausforderungen legt. Stattdessen ähnelt Risiko den heutigen Autorenspielen, die einfache strategische Entscheidungen, diplomatisches Handeln und Glück in den Vordergrund stellen.
Zwei bis sechs Spieler versuchen abwechselnd, Gebiete und Kontinente in ihren Besitz zu bringen. Ziel des Spiels ist es, je nach Auftrag, einen oder mehrere Kontinente, eine bestimmte Anzahl von Gebieten oder die ganze Welt zu erobern oder einen bestimmten Gegner komplett zu vernichten. Die Spieler entscheiden dabei nach strategischen Gesichtspunkten über die Platzierung und den Einsatz ihrer Armeen. Für den Erfolg der Schlachten ist die Zahl der Armeen und das Würfelglück bestimmend.

## Geschichte
Risiko wurde Anfang der 1950er Jahre von dem französischen Filmregisseur Albert Lamorisse erfunden. Die erste Version hat vermutlich 1955 der Autor selbst herausgegeben. 1957 veröffentlichte die Miro Company es unter dem Titel La Conquête du Monde (Die Eroberung der Welt). Danach wurde es von dem Spieleentwickler und Bridge-Experten Jean-René Vernes spielbarer gemacht und erhielt den Namen Risk (Risiko). 1959 erschien die erste US-amerikanische Version im Hause Parker. 1961 brachte Schmidt Spiele die erste deutsche Version heraus. In den 1970er Jahren brachte dann auch Parker eine deutsche Version heraus. Sowohl Miro Company als auch Parker Brothers sind heute im Besitz von Hasbro.
Wegen der kriegsverherrlichenden Ausdrucksweise wurde das Spiel in Deutschland von der damaligen Bundesprüfstelle für jugendgefährdende Schriften im November 1982 indiziert.
Durch eine gerichtliche Auseinandersetzung konnte diese Indizierung wieder aufgehoben werden. Als Konsequenz änderte der Hersteller die Formulierungen der Spielbeschreibung und Anleitung ab. War in älteren Versionen noch vom „Erobern“ bestimmter Gebiete und „Vernichten“ der Gegner die Rede, werden in neueren Versionen Gebiete „befreit“ und die gegnerischen Armeen „aufgelöst“. Ferner werden Angriff und Verteidigung als „diplomatische Verhandlungen“ beschrieben.

## Regeln

### Material

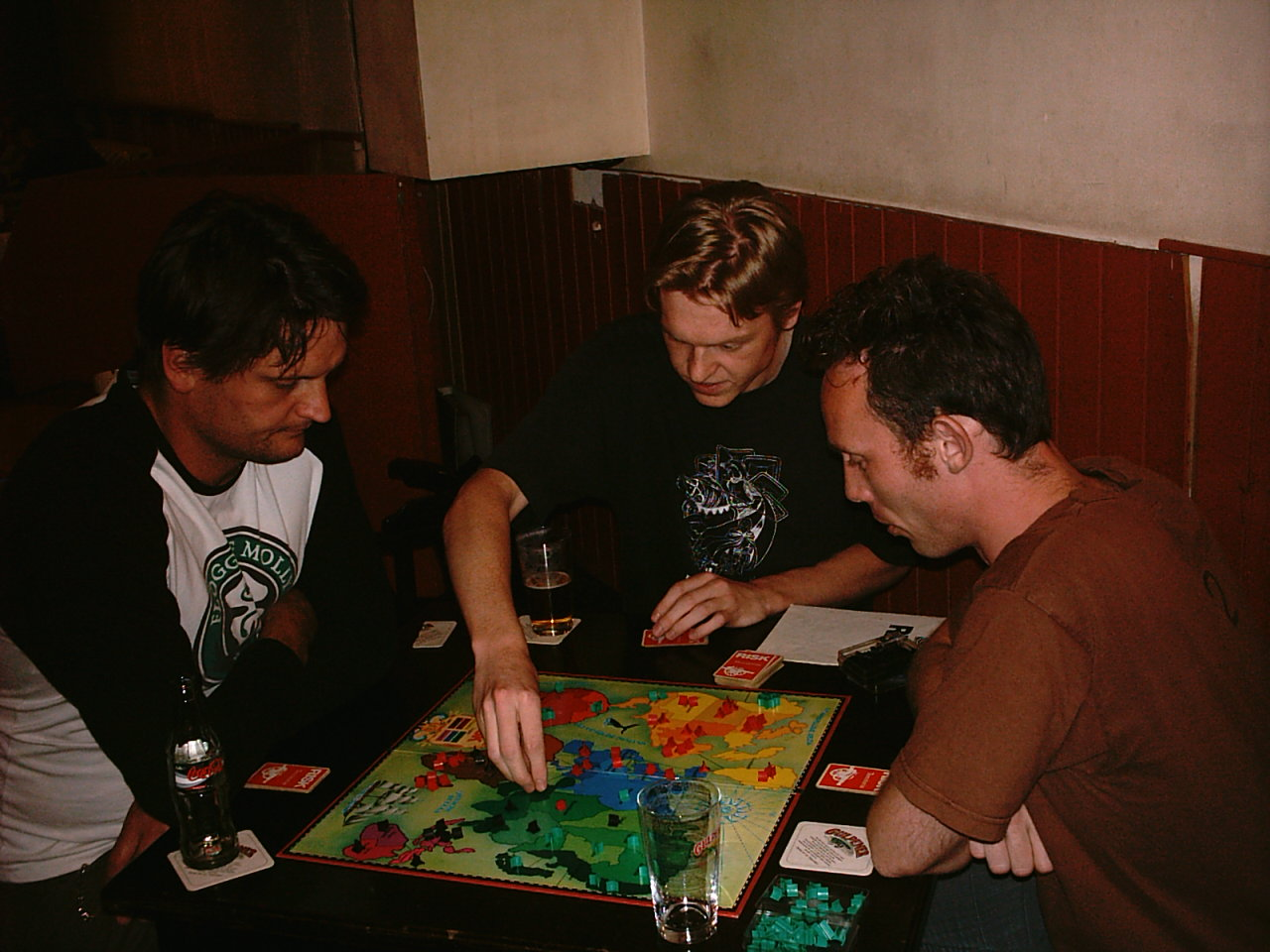
Risikospieler

Das Brett stellt eine Weltkarte dar, mit den sechs Kontinenten Nordamerika, Südamerika, Europa, Afrika, Asien und Australien. Diese sind in 42 Gebiete/Länder eingeteilt, die entweder nach geographischer Lage (z. B. Südeuropa), nach Regionen (z. B. Kamtschatka) oder realen Staaten (z. B. Brasilien) benannt sind. Es gibt 42 Gebietskarten, die je eines der Gebiete sowie ein Einheitensymbol (Soldat, Reiter oder Kanone) zeigen, und zwei Jokerkarten mit allen drei Einheitssymbolen, und 14 Aufgabenkarten. Die Armeen/Truppen/Einheiten werden durch abstrakte Spielsteine aus Kunststoff in drei verschiedenen Formen (entsprechend Truppenstärke) und sechs verschiedenen Farben (entsprechend Spieler) dargestellt. Außerdem gibt es drei rote Angriffswürfel und zwei weiße Verteidigungswürfel (sechsseitig).

### Spielvorbereitung
Vor dem Spiel müssen sich die Teilnehmer auf das Ziel des Spieles verständigen. Entweder ist dies die Eroberung der ganzen Welt, oder das Ziel jedes Spielers ergibt sich aus der Aufgabenkarte, die jeder zieht und geheim hält. Im weiteren Spielverlauf gelten für beide Spielvarianten dieselben Regeln.

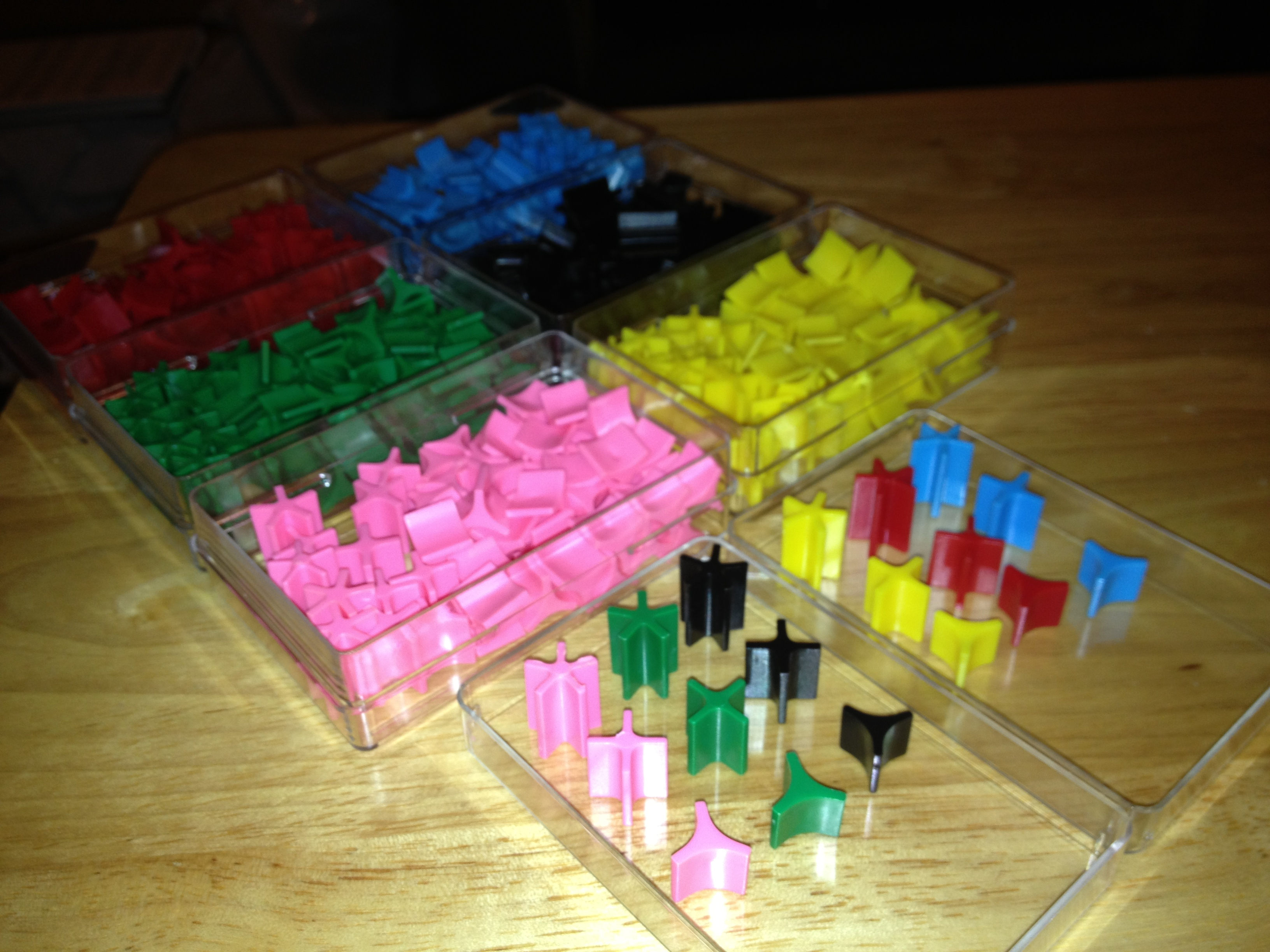
Truppen im klassischen Risikospiel

Die Gebietskarten werden reihum zufällig an die Mitspieler verteilt. Die Mitspieler positionieren jeweils eine Armee ihrer Farbe auf den Gebieten/Ländern, für die sie eine Gebietskarte erhalten haben. Im Anschluss werden die Gebietskarten mit den Jokerkarten gemischt und bilden einen Nachziehstapel, von wo die Spieler im weiteren Spielverlauf Karten ziehen.

### Spielverlauf
Die Spieler ziehen reihum. Jeder Zug eines Spielers besteht aus vier aufeinander folgenden Phasen:
1. Verstärkung
2. Erobern/Befreien von Ländern
3. Truppenbewegung
4. Karte ziehen

Zunächst erhält der ziehende Spieler Verstärkungen:
- für die Länder im Besitz des Ziehenden: {\displaystyle \max(3,\lfloor n/3\rfloor )} bei n besetzten Ländern (n durch 3 geteilt und abgerundet, aber mindestens 3)
- Weitere Armeen für komplett besetzte Kontinente (Südamerika: 2, Australien: 2, Afrika: 3, Nordamerika: 5, Europa: 5, Asien: 7)
- Weitere Armeen, wenn er einen Satz von drei Karten abgibt (4 für 3×Soldat, 6 für 3×Reiter, 8 für 3×Kanone, 10 für 3 verschiedene), wobei ein Joker für eine beliebige Einheit steht

Hat ein Spieler fünf oder mehr Karten, muss er in dieser Phase einen Satz abgeben. Hat er weniger, ist dies hingegen freiwillig, auch wenn er einen gültigen Kartensatz besitzt. Gibt er dabei eine Karte ab, die ein Land zeigt, das er besetzt hält, bekommt er zwei Armeen zusätzlich, die er auf dieses Land setzt. Die übrigen Armeen verteilt er beliebig auf die von ihm besetzten Länder.
In einer alternativen Spielvariante hängt die Zahl der erhaltenen Armeen nicht von den Einheitensymbolen ab, sondern es gibt eine Progression: Die Zahl hängt von der Anzahl der Kartensätze ab, die zuvor im Spiel bereits abgegeben wurden, egal von welchem Spieler. Für den ersten, zweiten, dritten, ... abgegebenen Satz erhält man 4, 6, 8, 10, 12, 15, 20, ... Armeen; die Zahl erhöht sich danach immer um 5.
Phase 2: Der Ziehende kann optional Gebiete angreifen und evtl. erobern/befreien. Er wählt ein angreifendes Land, auf dem er mehr als eine Armee hat, und ein daran angrenzendes anzugreifendes Land im Besitz eines Mitspielers. Die Eroberungsaktion wird mit Hilfe der Würfel ausgeführt. Der Angreifer darf bis zu drei Würfel benutzen, aber höchstens einen weniger als er Armeen auf dem angreifenden Land hat. Der Verteidiger darf maximal zwei (in älteren Spielvarianten bis zu drei) Würfel werfen, aber nicht mehr als er Armeen auf dem angegriffenen Land hat. Die Würfel werden einmal geworfen, dann wird das höchste Wurfergebnis des Angreifers mit dem höchsten des Verteidigers verglichen. Hat der Angreifer die höhere Zahl, ist eine verteidigende Armee besiegt und wird entfernt. Ist die Zahl gleich oder niedriger, wird eine angreifende Armee entfernt. Ebenso vergleicht man ggfs. die jeweils zweithöchsten Würfelzahlen (sowie die dritthöchsten, wenn beide je drei Würfel geworfen haben) miteinander. Überzählige Würfel eines Spielers werden ignoriert. Wenn nun alle Armeen auf dem angegriffenen Land besiegt sind, wird es vom Angreifer mit so vielen Armeen besetzt, wie angegriffen haben (also Angriffswürfel geworfen wurden), und er kann vom angreifenden Land beliebig viele weitere Armeen nachrücken lassen (bis auf eine, die zurückbleiben muss). Nach jedem Angriff kann der Ziehende sich entscheiden, die Phase zu beenden oder nochmals anzugreifen, auch von einem anderen Land aus und gegen ein anderes Ziel.
Phase 3 – Truppenbewegung: Der Ziehende kann beliebig viele seiner Armeen von einem Land in ein anderes von ihm besetztes Land verschieben, wobei die Armeen über von ihm besetzte Länder hinweg verschoben werden dürfen, aber nicht über von anderen Spielern besetzte. Es muss mindestens eine Armee auf dem Ausgangsland zurückbleiben.
Phase 4: Hat der Ziehende in Phase 2 mindestens ein Land erobert, erhält er eine Karte vom Nachziehstapel. Ist dieser leer, werden die abgegebenen Karten gemischt und bilden einen neuen Nachziehstapel.

### Regel- und Kartenänderungen
Risiko hat über die Jahre zahlreiche größere und kleinere Regeländerungen erfahren. Allein die amerikanische Website von Hasbro listet acht verschiedene Spielregeln auf. Manche Regeln existieren zudem nur in einigen Länderausgaben. Ältere Regeln existieren teilweise als Regelvarianten fort. Diese Varianten und vorgenommenen Änderungen an den Regeln führen oftmals dazu, dass sich Spieler vor Beginn einer Partie auf eine Regelvariante verständigen müssen, um während des Spiels Konflikte zu vermeiden. Auch über in den Regularien teilweise nicht konkretisierte Abläufe sollten sich die Spieler verständigen. Beispielsweise ist in der deutschen Spielanleitung nicht genau erläutert, ob die an einer Schlacht beteiligten Spieler beide gleichzeitig würfeln oder der Verteidiger erst nach dem Angreifer würfelt, um anhand dessen Würfelergebnisses zu entscheiden, ob er mit einem oder mit beiden Würfeln verteidigt.

Darstellung der Verbindungen zwischen den Territorien auf dem Risikoplan

- In der ersten Version bestand der Auftrag für alle Spieler darin, die Welt zu erobern. Da dies eine lange Spieldauer zur Folge hatte, wurden später Auftragskarten eingeführt. Mögliche Aufträge waren die Eroberung von zwei oder drei Kontinenten, 24 beliebigen Gebieten oder die Vernichtung eines bestimmten Gegners. In der 2007 veröffentlichten Ausgabe im Buchformat wurden die Auftragskarten wieder entfernt, somit ist das einzige Ziel hier wieder die Eroberung der Welt.
- In den ersten Versionen stieg die Zahl der Armeen, die man beim Eintausch von Karten erhält, immer weiter an. Dadurch wurde das Spiel unspielbar und die Spielfiguren gingen aus. In der Version Risiko Deluxe wurden daher feste Tauschwerte eingeführt, sodass man für eine Soldatenserie vier Armeen, für eine Reiterserie sechs, für eine Kanonenserie acht und für eine gemischte Serie zehn Armeen erhält.
- Die wesentlichste Veränderung war die Verringerung der Verteidigerstärke von drei auf nur noch zwei Würfel. Dies stärkt die strategische Bedeutung des Angriffs und macht das Spiel wesentlich dynamischer.
- In der englischen Ausgabe ist seit 1999 klar geregelt, dass beide Spieler gleichzeitig zu würfeln haben. In früheren Ausgaben war dieser Punkt nicht genau beschrieben und konnte daher zu Variationsmöglichkeiten führen, die den Spielverlauf durchaus beeinflussen konnten.[8]
- Durch die unterschiedliche Gestaltung der Weltkarte war zeitweilig unklar, ob zwischen den Gebieten Mittlerer Osten und Ostafrika eine Verbindung besteht. Diese Unklarheit wurde in der neuesten Version behoben, indem eine klare Verbindungslinie zwischen diesen Gebieten eingezeichnet ist.
- In der zurzeit aktuellen und im Handel befindlichen Version des Spiels sind mehrere Regelvarianten vereint. Dadurch können sich die Spieler entscheiden, ob sie mit Missionskarten oder um die Weltherrschaft spielen, sowie ob die Tauschwerte der Kartensätze ansteigen (4, 6, 8, 10, 12, 15, 20, 25, 30, ...) oder ob ein Kartensatz je nach Symbolen vier bis zehn Armeen einbringt, unabhängig von der Zahl der schon getauschten Sätze.
- Für die Zweispielerversion wurde die Regel eingeführt, dass eine unbenutzte Einheitenfarbe als neutrale Einheiten genutzt werden kann. Zu Spielbeginn werden einige Länder mit diesen neutralen Armeen besetzt. Diese nehmen entweder selbst gar nicht am Spiel teil und müssen nur besiegt werden, oder sie lassen sich durch Gebietskarten bestechen, wodurch sie zu Verbündeten werden.
- In älteren Versionen sind ehemals reale Staaten vorhanden, z. B. Rhodesien, welche mittlerweile nicht mehr existieren und durch andere Namen ersetzt wurden.

## Strategie

### Grundsätzliches
Für alle Risiko-Varianten ist die Befolgung folgender einfacher Strategien empfehlenswert:
- Spieler sollten danach trachten, ganze Kontinente zu erobern und zu behaupten. Dies sichert ihnen zusätzliche Einheiten zu Beginn ihres Zuges. Besonders geeignet für die Eroberung sind Kontinente mit starker eigener Präsenz und möglichst wenigen Spielern, die in diesem Kontinent ebenfalls in vielen Territorien vertreten sind[9]. Wenn es zum Kampf um einen Kontinent kommt, sollte man entschlossen handeln und möglichst früh eine Übermacht erzielen („ganz oder gar nicht“)[9].
- Die Verbindungen zwischen den Territorien sollten beachtet werden. Gebiete mit weniger Grenzen zu anderen Territorien sind leichter zu verteidigen. Der am leichtesten einzunehmende und zu haltende Kontinent ist deshalb Australien. Die Eroberung mancher Gebiete kann sich schon deshalb lohnen, um die Anzahl der Grenzen zu den dahinterliegenden eigenen Gebieten zu reduzieren. Auf diese Weise sind diese weniger leicht anzugreifen und es können mehr Einheiten auf den „Brückenkopf“ konzentriert werden, was das Überwinden der Grenze erschwert und dem Besitzer Angriffschancen bietet. Asien ist beispielsweise sehr viel einfacher zu halten, wenn der Besitzer auch die Ukraine (in manchen Versionen auch als Russland bezeichnet, in der Karte Territorium 6) kontrolliert. Die Attraktivität (Einheiten/Außengrenzen) Asiens steigt dann auf 7/4 = 1,75. Umgekehrt eignet sich die Ukraine hervorragend, um einem Spieler die Kontrolle über Asien zu entreißen, weil gleich drei asiatische Gebiete von ihr aus angegriffen werden können, die alle verteidigt werden müssen.
- Truppen sollten an den Frontlinien (Gebieten, die an gegnerische grenzen) platziert bzw. dorthin bewegt werden, damit sie (offensiv und defensiv) am Kampfgeschehen teilhaben können. Im Hinterland sollten möglichst wenig Einheiten verbleiben. Die Truppenkonzentration ist zusätzlich deshalb empfehlenswert, da es sich lohnt, mit einer möglichst großen Übermacht anzugreifen (wie im folgenden Abschnitt gezeigt wird). Der Angreifer hat einen kleinen statistischen Vorteil.
- Die möglichen Folgen einer Schlacht und die Züge der Gegner sollten antizipiert werden. Die plötzliche Verstärkung einer Grenze kann beispielsweise darauf hindeuten, dass der Gegner einen Angriff plant. Um Kräfte zu sparen und Racheakte zu vermeiden, sollte man nicht zu viele Länder in einer Runde erobern[9].

| Kontinent   | Einheiten | Außengrenzen | Einheiten/Außengrenze |
| ----------- | --------- | ------------ | --------------------- |
| Australien  | 2         | 1            | 2                     |
| Nordamerika | 5         | 3            | 1,67                  |
| Asien       | 7         | 5            | 1,4                   |
| Europa      | 5         | 4            | 1,25                  |
| Afrika      | 3         | 3            | 1                     |
| Südamerika  | 2         | 2            | 1                     |

### Chancenverhältnisse in Schlachten
Die Chancen eines einzelnen Angriffs lassen sich mit Mitteln der Kombinatorik berechnen:
| Angreifer Armeen | Verteidiger Armeen | Angreifer totaler Sieg | Verteidiger totaler Sieg | Unentschieden a | mögl. Würfel- kombinationen | 2 besiegt b | 1 besiegt | 0 besiegt |
| ---------------- | ------------------ | ---------------------- | ------------------------ | --------------- | --------------------------- | ----------- | --------- | --------- |
| 1                | 1                  | 41,7 %                 | 58,3 %                   | –               | 36                          | -           | 15        | 21        |
| 1                | 2                  | 25,5 %                 | 74,5 %                   | –               | 216                         | -           | 55        | 161       |
| 2                | 1                  | 57,9 %                 | 42,1 %                   | –               | 216                         | -           | 125       | 91        |
| 2                | 2                  | 22,8 %                 | 44,8 %                   | 32,4 %          | 1296                        | 295         | 420       | 581       |
| 3                | 1                  | 66,0 %                 | 34,0 %                   | –               | 1296                        | -           | 855       | 441       |
| 3                | 2                  | 37,2 %                 | 29,3 %                   | 33,6 %          | 7776                        | 2890        | 2611      | 2275      |

Bei drei Angreifern gegen zwei Verteidiger betragen die zu erwartenden Verluste pro Einzelangriff 0,92 für den Angreifer und 1,08 für den Verteidiger. Die Standardabweichung beträgt 0,81. Bei gleicher Würfelzahl ist der Angreifer stark benachteiligt.
Es ist also in jedem Fall von Vorteil, mit einer möglichst großen Übermacht anzugreifen. Bei großem Würfelpech kann es sich lohnen, einen Angriff abzubrechen. Wenn es dem Verteidiger bei gleichzeitigem Würfeln möglich ist, sollte er mit beiden Würfeln verteidigen. Die Wahrscheinlichkeiten, den Gesamtangriff auf ein Land zu gewinnen, lassen sich rekursiv oder mit einer Approximation auf Basis des Zentralen Grenzwertsatzes mit Hilfe der Normalverteilung berechnen.

### Einfluss von Glück auf das Spielgeschehen
Das Spiel hat zahlreiche Glückskomponenten, die das Spielgeschehen entscheidend steuern. Dazu gehören:
- Die anfängliche Verteilung der Gebiete und die unterschiedliche Ausgangslage der Spieler.
- Im Auftragsrisiko gibt es unterschiedlich schwierige Gewinnbedingungen. Beispielsweise gibt es den Auftrag, 18 Gebiete zu erobern, aber auch den Auftrag, 24 Gebiete zu erobern, welcher entsprechend schwieriger ist. Abhängig von der Lage und Anzahl der Gegner kann es außerdem sehr schwer sein, bestimmte Aufträge zu erfüllen, während andere verhältnismäßig leicht sind.
- Ein Kartensatz aus Gebietskarten kann nur dann gegen Einheiten eingetauscht werden, wenn die aufgedruckten Einheitensymbole entweder gleich oder paarweise unterschiedlich sind. Dies entscheidet darüber, wie schnell man einen Kartensatz eintauschen und neue Einheiten erhalten kann. Wenn ein auf den Karten abgebildetes Gebiet außerdem dem Ziehenden gehört, erhält dieser dort zwei zusätzliche Einheiten.
- Meist gelingt es nur zwei bis drei Spielern, einen Kontinent zu erobern und damit zusätzliche Armeen zu erhalten. Dies üblicherweise in den kleineren Kontinenten Australien, Südamerika und Afrika. Die anfängliche Verteilung der Gebiete spielt dabei eine große Rolle.
- Würfelglück beim Kämpfen um Gebiete

Da die grundlegenden Strategien sehr leicht zu finden, zu verstehen und umzusetzen sind, hat das Glück für das Spielgeschehen eine große Bedeutung, und der strategische Aspekt rückt in den Hintergrund.
Auch sind keine anderen speziellen Fähigkeiten nötig (Berechnung von Wahrscheinlichkeiten etc.), da einfache Heuristiken (wie z. B. Nutzung möglichst vieler Würfel / große Übermacht) weit bringen.
Dies unterscheidet Risiko von anderen Strategiespielen mit Glückskomponente wie beispielsweise Backgammon.
Sobald die Spieler die grundsätzlichen strategischen Ideen kennen, bekommt Risiko deshalb eher den Charakter eines Glücksspiels.

## Varianten

### Brettspielvarianten
In manchen kanadischen Spielen wurden die Namen Alberta, Ontario und Quebec durch Western Canada, Central Canada und Eastern Canada ersetzt.
In der 2008 erschienenen Neuauflage Risiko Deluxe mit dem Zusatz Erwachsene gibt es weitere taktische Elemente wie Hauptstädte, Städte und Belohnungen für erledigte Aufträge.
Außerdem gibt es eine Variante Risiko Evolution, deren Regeln und Kartenelemente, wie beispielsweise Gebietsnamen, sich erst durch mehrmaliges Spielen herausbilden, da der Sieger einer jeweiligen Partie durch den Sieg das Recht zum Einsatz ebendieser (Zusatz-)Regeln und Kartenelemente erhält.
Zusätzlich zu den weitgehend regelidentischen Varianten gibt es weltweit auch einige Erweiterungen oder Fortsetzungen zum Spiel, die den in den jeweiligen Ländern gebräuchlichen Namen für Risiko in ihrer Bezeichnung führen. Hierzu zählen das in Brasilien erhältliche WAR II und das in den USA produzierte Castle Risk.

### Themenbrettspiele
Es gibt thematische Varianten des Brettspiels, die leicht abgeänderte Regeln und Figurenerweiterungen, z. B. einen Heerführer, enthalten.
- La Conquête du Monde (1957), „Urversion“ von Risiko
- Narnia
- Risk: Édition Napoléon (1999)
- Risk 2210 A.D. (2001)
- Herr der Ringe (2002)
- Herr der Ringe  Gondor & Mordor Spielerweiterung (2003)
- Risk: Godstorm (2004)
- Rom
- Star Wars – Die Klonkriege (2006)
- Transformers (2007)
- Halo Wars (2009)
- Risiko Evolution (2012), Risiko-Variante als Legacy-Spiel
- StarCraft (2012)
- Mass Effect (2013)
- Star Wars (2013)
- The Walking Dead (2013)
- Game of Thrones (2015)
- Risiko Europa (2016)
- Vikings Risiko (2018)
- The Elder Scrolls V: Skyrim (2019)
- Asterix auf 5555 Stück begrenzte, zweisprachige Collector’s Edition[13]
- Assassin’s Creed

### Computerspiele
Inzwischen gibt es das Spiel auch als Computerspiel in verschiedenen Versionen. Man kann allein gegen den Computer, gegen andere Spieler im Hot-Seat-Modus, über das Netzwerk und im Internet spielen (siehe Weblinks). In einer Variante können die Spieler ihre Züge gleichzeitig ausführen, wobei Einschränkungen hingenommen werden müssen.
- Tenés Empanadas Graciela ist ein freies Computerspiel, das sich an Risiko anlehnt.
- Domination ist ebenfalls eine freie Implementation des Spiels.[14]
- KsirK ist eine freie Implementation aus der KDE Software Compilation.
- RISK: Global Domination ist eine von Hasbro lizenzierte Implementation, die auf dem Smartphone für iOS und Android[15][16] sowie am PC über die Vertriebsplattform Steam verfügbar ist.[17]
- Impera Online ist eine freie browserbasierte Variante des Spiels.[18]

## Trivia
- Im Historienroman Risiko (2015) von Steffen Kopetzky wird eine fiktive, alternative Erfindung des heutigen Risiko beschrieben, das im Roman nur „Das Große Spiel“ genannt wird.
- Im James Bond Film Sag niemals nie, spielen Bond und sein Widersacher Largo das Spiel „Domination“, ein elektronisches Spiel, bei dem es darum geht Länder zu erobern.